# Michail Jefimovič Katukov
Michail Jefimovič Katukov (17. září 1900 Bolšoje Uvarovo, Ozjorský kraj, Moskevská oblast, Ruské impérium – 8. června 1976 Moskva, Sovětský svaz)
byl sovětský voják, důstojník, velitel a vojevůdce tankových a mechanizovaných vojsk,
generálplukovník Rudé armády v době Velké vlastenecké války,
od roku 1959 maršál tankových vojsk SSSR.

## Život
V říjnu 1917 se v Petrohradu aktivně zapojil do Říjnové revoluce, v roce 1919 vstoupil do řad Rudé armády a zúčastnil se ruské občanské války. Ve 20. letech absolvoval několik velitelských kurzů a veltelských školení, v roce 1935 dokončil studium kurzů zdokonalování velitelského sboru při Vojenské akademii mechanizace a motorizace. Od té doby sloužil především u tankových vojsk. Několik let před začátkem Velké vlastenecké války velel lehkým tankovým brigádám Rudé armády. Od roku 1940 velel 20. tankové divizi s níž se od června 1941 zúčastnil i Velké vlastenecké války. V září 1941 byl jmenován veltelem 4. tankové brigády, v roce 1942 velel 1. tankovému sboru, od září téhož roku velel 3. mechanizovanému sboru, od ledna 1943 se stal velitelem 1. tankové armády (v roce 1944 byla přejmenována na 1. gardovou tankovou armádu). Po 2. světové válce až do roku 1947 působil jakožto velitel 1. gardové mechanizované armády i tankového a mechanizovaného vojska Skupiny sovětských okupačních vojsk v obsazeném Německu. V roce 1951 absolvoval velitelské kurzy na Frunzeho akademii Generálního štábu Rudé armády, poté pracoval jako inspektor Hlavní inspekce ministerstva obrany SSSR, od roku 1957 pracoval ve funkci zástupce náčelníka Hlavního velení bojové přípravy Rudé armády, od roku 1963 pak opět jakožto generální inspektor Ministerstva obrany SSSR.
Po odchodu do vojenského důchodu žil v Moskvě, kde i zemřel a byl pochován na Novoděvičském hřbitově.

## Významné operace Velké vlastenecké války
- 1941 Bitva o Moskvu, obrana města na Volokolamské cestě v čele 4. tankové brigády
- 1943 Bitva u Kurska, velitel 1. tankové armády
- 1943 osvobození Ukrajiny
- 1943 Lvovsko-sandoměřská operace
- 1945 Viselsko-oderská operace
- 1945 Východně-pomořanská operace
- 1945 Berlínská operace, velitel 1. gardové tankové armády

## Vojenské hodnosti
- generálmajor tankového vojska od 10. listopadu 1941
- generálporučík tankového vojska od 18. ledna 1943
- generálplukovník tankového vojska od 10. dubna 1944
- maršál tankového vojska od 26. října 1959

## Vyznamenání, řády a medaile
- dvojnásobný hrdina Sovětského svazu
- čtyři Leninovy řády
- tři Řády rudého praporu
- va Suvorovovy řády 1. stupně
- Kutuzovův řád 1. stupně
- sovětský Řád Bohdana Chmelnického 1. stupně
- Kutuzovův řád 2. stupně
- Řád rudé hvězdy
- Řád Za službu vlasti ve VS SSSR 3. stupně
- Medaile za vítězství při obraně Moskvy
- Medaile za vítězství nad Německem ve Velké vlastenecké válce 1941–1945
- Medaile Za dobytí Berlína
- Medaile Veterán ozbrojených sil SSSR
- Distinguished Service Order (Spojené království)

## Sochy, pamětní desky a ulice
- Ozjory, bronzová socha
- Moskva, pamětní deska a muzeum v jeho bývalém bytu, Leningradský prospekt 75
- Mcensk, Snězné, pamětní deska
- Moskva, Mcensk a Snězné, po něm pojmenovaná ulice